# Siniaja
Siniaja (ros. Синяя) – rzeka w Rosji, w Jakucji; lewy dopływ Leny. Długość 597 km (od źródeł Ułachan-Siine 629 km); powierzchnia dorzecza 30 900 km²; średni roczny przepływ u ujścia 40 m³/s.
Powstaje z połączenia rzek Oot-Siine i Ułachan-Siine; płynie w kierunku południowo-wschodnim po Płaskowyżu Nadleńskim w dolinie o stromych zboczach; w dolnym biegu silnie meandruje; uchodzi do Leny koło Sińska.
Zamarza od października do maja, miejscami do dna; zasilanie śniegowo-deszczowe.